# Estación Kilómetro 3,6
El paradero Kilómetro 3,6 fue una detención facultativa de los servicios de trenes de pasajeros y mixtos del Ramal Coihue - Nacimiento, ubicada a un costado de la actual Ruta de la Madera, en la comuna de Nacimiento. Figura como tal en los itinerarios  de 1972. Su curioso nombre se debe al punto kilométrico de la vía del ramal donde se ubicaba.
- Datos: Q5842993